# SN 1994ae
SN 1994ae – supernowa typu Ia odkryta 28 listopada 1994 roku w galaktyce NGC 3370. Jej maksymalna jasność wynosiła 13,20m.